# Stricte observance templière
Pour les articles homonymes, voir Observance.

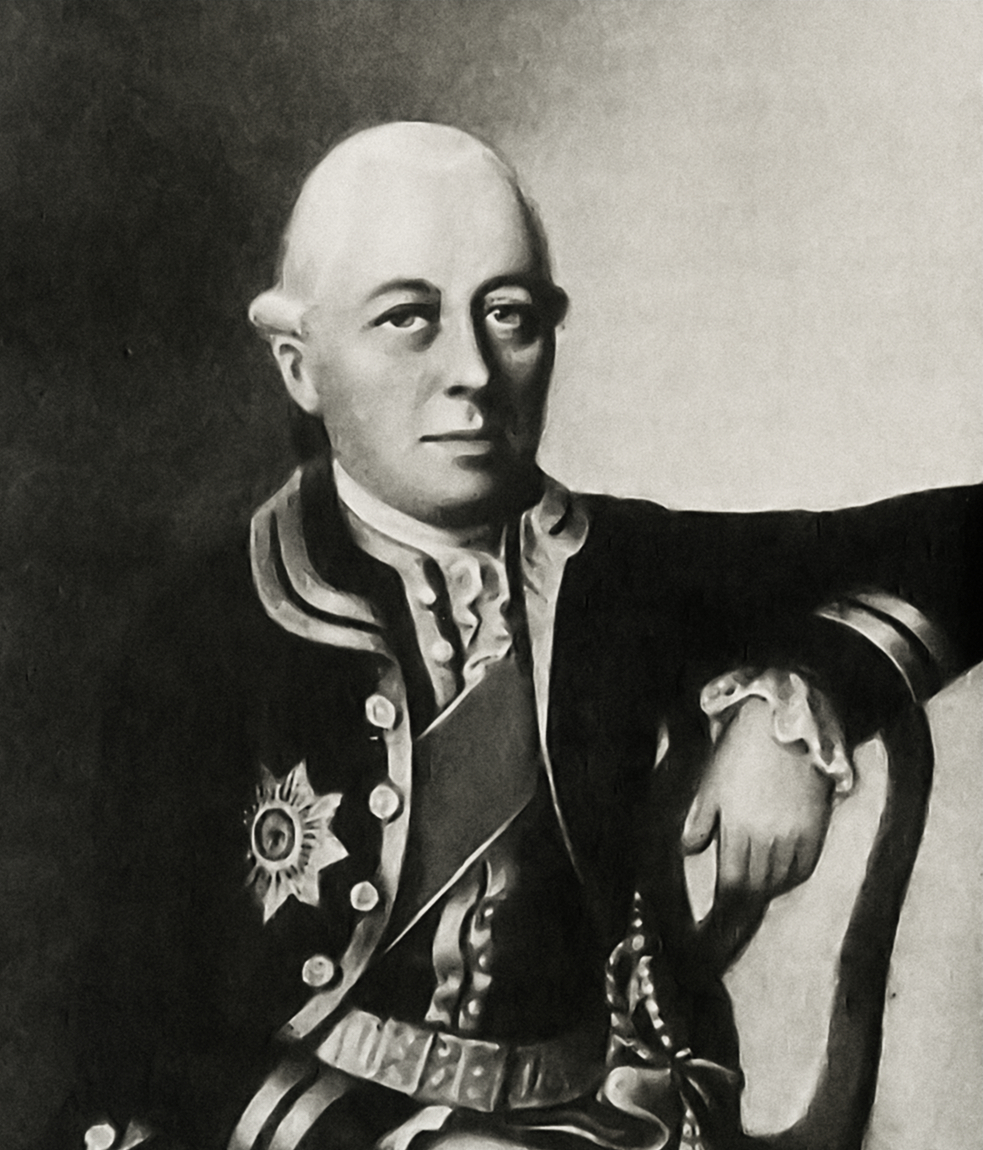
Le baron Karl Gotthelf von Hund

La Stricte observance templière est un rite maçonnique fondé vers 1751 en Allemagne par le baron Karl Gotthelf von Hund. Il connaît un grand succès en Allemagne et influencera le Rite écossais rectifié avant de décliner après le décès de son fondateur.

## Système du rite
Le rite est composé de sept degrés : 
1. Apprenti.
2. Compagnon.
3. Maître.
4. Maitre écossais.
5. Novice.
6. Chevalier du Temple.
7. Chevalier Profès.